# Sauvigny
Sauvigny è un comune francese di 266 abitanti situato nel dipartimento della Mosa nella regione del Grand Est.

## Società

### Evoluzione demografica
Abitanti censiti